# Iehorîne, Țarîceanka
Iehorîne (în ucraineană Єгорине) este un sat în comuna Țîbulkivka din raionul Țarîceanka, regiunea Dnipropetrovsk, Ucraina.

## Demografie
Componența lingvistică a localității Iehorîne
     Ucraineană (86,34%)
     Rusă (13,66%)
Conform recensământului din 2001, majoritatea populației localității Iehorîne era vorbitoare de ucraineană (86,34%), existând în minoritate și vorbitori de rusă (13,66%).